# Paul Helmuth Rädisch
Paul Helmuth Rädisch (Leipzig, 2 juni 1891 – Haarlem, 10 november 1975) was een Nederlandse stempelsnijder en graveur die lange tijd bij Koninklijke Joh. Enschedé werkte. Hij was gespecialiseerd in het snijden van stempels in staal ten behoeve van gieten en zetten van letters.

## Leven en werk
Rädisch leerde zijn vaardigheden in Leipzig en aan de Duitse Reichsdruckerei in Berlijn. Hij wordt beschouwd als een van de laatste ambachtelijke ponssnijders in West-Europa. Begin van de 20e eeuw was het mechanisch ponsen sterk in opkomst. Met zijn vaardigheden en inzichten heeft Rädisch een belangrijke invloed gehad op de carrière en de typografische ontwerpen van Jan van Krimpen. De kwaliteit van het werk van van Krimpen bij de Koninklijke Joh. Enschede kan niet los worden gezien van de scherpte en helderheid die Rädisch met zijn vaardigheden aanbracht tijdens het snijden van de stempels.
Rädisch was leermeester van het handmatig snijden van stempels van onder anderen de Canadese grafisch ontwerper Carl Dair en de Britse letterontwerper Matthew Carter.. Dair kwam in 1956 naar Haarlem en bracht zijn 16mm-camera mee om het proces van stempelsnijden vast te leggen. Hij maakte in 1957 een stomme film, een soort documentaire over zichzelf. De film is zo'n zestig jaar lang verborgen gebleven in de archieven van Dair. De film, Gravers & Files, is in 2015 gerestaureerd en voorzien van een inleiding door letterontwerper Rod McDonald en van commentaar door Matthew Carter.
Rädisch maakte de patrijzen voor het lettertype Lutetia.